# Propidiumiodid
Propidiumiodid (PI) wirkt wie Ethidiumbromid als Nukleinsäureinterkalator. Der Farbstoff kann die perforierte Zellmembran von toten Zellen, jedoch nicht die intakte Membran von lebenden Zellen durchdringen. Diese Eigenschaft wird in der Durchflusszytometrie zur Diskriminierung der Zellviabilität verwendet. Eine weitere durchflusszytometrische Anwendung von PI stellt die Messung des DNA-Gehaltes von Zellen dar. Dies wird vor allem zur Analyse des Zellzyklus oder zur Bestimmung von Polyploidie eingesetzt.
Propidiumiodid hat ein Absorptionsmaximum bei 488 nm und ein Emissionsmaximum bei 590 nm. Diese Maxima verschieben sich zu 535 nm beziehungsweise 617 nm, wenn Propidiumiodid in DNA interkaliert.